# Campeonato Europeo de Baloncesto Masculino de 2005
El XXXIV Campeonato Europeo de Baloncesto Masculino se celebró en Serbia y Montenegro entre el 3 y el 25 de septiembre de 2005 bajo la denominación Eurobasket 2005.
Un total de 16 países europeos compitieron por el título, cuyo anterior portador era la selección nacional de Lituania.
Los dieciséis equipos participantes en el Eurobasket fueron: Grecia, Alemania, Francia, España, Lituania, Eslovenia, Croacia, Rusia, Serbia y Montenegro, Italia, Israel, Turquía, Bulgaria, Letonia, Bosnia y Ucrania.

## Sedes
| Grupo      | Ciudad    | Instalación             | Capacidad |
| ---------- | --------- | ----------------------- | --------- |
| A          | Vršac     | Centar Milenijum        | 5.000     |
| B          | Podgorica | Centro Deportivo Morača | 4.570     |
| C          | Belgrado  | Pabellón Pionir         | 8.150     |
| D          | Novi Sad  | Centro Deportivo Spens  | 8.150     |
| Fase final | Belgrado  | Belgrade Arena          | 23.000    |

## Grupos
| Grupo A  | Grupo B  | Grupo C              | Grupo D             |
| -------- | -------- | -------------------- | ------------------- |
| Rusia    | Lituania | Eslovenia            | España              |
| Alemania | Croacia  | Grecia               | Serbia y Montenegro |
| Italia   | Turquía  | Francia              | Israel              |
| Ucrania  | Bulgaria | Bosnia y Herzegovina | Letonia             |

## Sistema de clasificación
Los 16 equipos se dividieron en 4 grupos, cuyos campeones pasaron directamente a la ronda de cuartos de final, mientras que los segundos y terceros de cada grupo jugaron un partido extra entre ellos para completar las plazas de los cuartos.

## Primera fase

### Grupo A
| Equipo   | J | G | P | T+  | T-  | DT  | PTS |
| -------- | - | - | - | --- | --- | --- | --- |
| Rusia    | 3 | 2 | 1 | 223 | 186 | +37 | 5   |
| Alemania | 3 | 2 | 1 | 217 | 192 | +25 | 5   |
| Italia   | 3 | 2 | 1 | 244 | 231 | +13 | 5   |
| Ucrania  | 3 | 0 | 3 | 194 | 269 | -75 | 3   |

- Resultados

| Fecha    | Partido¹ | Partido¹ | Partido¹ | Resultado |
| -------- | -------- | -------- | -------- | --------- |
| 16.09.05 | Alemania | -        | Italia   | 82-84     |
| 16.09.05 | Rusia    | -        | Ucrania  | 86-74     |
| 17.09.05 | Italia   | -        | Rusia    | 61-87     |
| 17.09.05 | Ucrania  | -        | Alemania | 58-84     |
| 18.09.05 | Italia   | -        | Ucrania  | 99-62     |
| 18.09.05 | Rusia    | -        | Alemania | 50-51     |

- (¹) -  Todos en Vrsac

### Grupo B
| Equipo   | J | G | P | T+  | T-  | DT  | PTS |
| -------- | - | - | - | --- | --- | --- | --- |
| Lituania | 3 | 3 | 0 | 264 | 221 | +43 | 6   |
| Croacia  | 3 | 2 | 1 | 235 | 236 | -1  | 5   |
| Turquía  | 3 | 1 | 2 | 236 | 256 | -20 | 4   |
| Bulgaria | 3 | 0 | 3 | 252 | 274 | -22 | 3   |

- Resultados

| Fecha    | Partido¹ | Partido¹ | Partido¹ | Resultado |
| -------- | -------- | -------- | -------- | --------- |
| 16.09.05 | Croacia  | -        | Bulgaria | 88-84     |
| 16.09.05 | Turquía  | -        | Lituania | 75-87     |
| 17.09.05 | Lituania | -        | Croacia  | 85-67     |
| 17.09.05 | Bulgaria | -        | Turquía  | 89-94     |
| 18.09.05 | Lituania | -        | Bulgaria | 92-79     |
| 18.09.05 | Croacia  | -        | Turquía  | 80-67     |

- (¹) -  Todos en Podgorica

### Grupo C
| Equipo               | J | G | P | T+  | T-  | DT  | PTS |
| -------------------- | - | - | - | --- | --- | --- | --- |
| Eslovenia            | 3 | 3 | 0 | 210 | 179 | +31 | 6   |
| Grecia               | 3 | 2 | 1 | 187 | 168 | +19 | 5   |
| Francia              | 3 | 1 | 2 | 187 | 194 | -7  | 4   |
| Bosnia y Herzegovina | 3 | 0 | 3 | 177 | 220 | -43 | 3   |

- Resultados

| Fecha    | Partido¹             | Partido¹ | Partido¹             | Resultado |
| -------- | -------------------- | -------- | -------------------- | --------- |
| 16.09.05 | Eslovenia            | -        | Bosnia y Herzegovina | 74-65     |
| 16.09.05 | Francia              | -        | Grecia               | 50-64     |
| 17.09.05 | Bosnia y Herzegovina | -        | Francia              | 62-79     |
| 17.09.05 | Grecia               | -        | Eslovenia            | 56-68     |
| 18.09.05 | Eslovenia            | -        | Francia              | 68-58     |
| 18.09.05 | Grecia               | -        | Bosnia y Herzegovina | 67-50     |

- (¹) -  Todos en Beograd

### Grupo D
| Equipo              | J | G | P | T+  | T-  | DT  | PTS |
| ------------------- | - | - | - | --- | --- | --- | --- |
| España              | 3 | 2 | 1 | 280 | 264 | +16 | 5   |
| Serbia y Montenegro | 3 | 2 | 1 | 245 | 233 | +12 | 5   |
| Israel              | 3 | 2 | 1 | 236 | 235 | -1  | 5   |
| Letonia             | 3 | 0 | 3 | 241 | 270 | -29 | 3   |

- Resultados

| Fecha    | Partido¹            | Partido¹ | Partido¹            | Resultado |
| -------- | ------------------- | -------- | ------------------- | --------- |
| 16.09.05 | Letonia             | -        | Israel              | 65-74     |
| 16.09.05 | Serbia y Montenegro | -        | España              | 70-89     |
| 17.09.05 | España              | -        | Letonia             | 114-109   |
| 17.09.05 | Israel              | -        | Serbia y Montenegro | 77-93     |
| 18.09.05 | España              | -        | Israel              | 77-85     |
| 18.09.05 | Letonia             | -        | Serbia y Montenegro | 67-82     |

- (¹) -  Todos en Novi Sad

## Eliminatoria (Segunda fase)
| Fecha    | Sede      | Partido             | Partido | Partido | Resultado |
| -------- | --------- | ------------------- | ------- | ------- | --------- |
| 20.09.05 | Vrsac     | Alemania            | -       | Turquía | 66-57     |
| 20.09.05 | Podgorica | Croacia             | -       | Italia  | 74-66     |
| 20.09.05 | Beograd   | Grecia              | -       | Israel  | 67-61     |
| 20.09.05 | Novi Sad  | Serbia y Montenegro | -       | Francia | 71-74     |

## Fase final
Todos los partidos de la fase final se disputaron en Belgrado.
|  | Cuartos de final      | Cuartos de final      |          |          | Semifinales      | Semifinales      |  |        | Final            | Final            |  |
|  | 22 y 23 de septiembre | 22 y 23 de septiembre |          |          | 24 de septiembre | 24 de septiembre |  |        | 25 de septiembre | 25 de septiembre |  |
|  |                       |                       |          |          |                  |                  |  |        |                  |                  |  |
|  |                       |                       |          |          |                  |                  |  |        |                  |                  |  |
|  | Rusia                 | 61                    |          |          |                  |                  |  |        |                  |                  |  |
|  | Rusia                 | 61                    |          |          |                  |                  |  |        |                  |                  |  |
|  | Grecia                | 66                    |          |          |                  |                  |  |        |                  |                  |  |
|  | Grecia                | 66                    |          | Grecia   | 67               |                  |  |        |                  |                  |  |
|  |                       |                       |          | Grecia   | 67               |                  |  |        |                  |                  |  |
|  |                       |                       | Francia  | 66       |                  |                  |  |        |                  |                  |  |
|  | Lituania              | 47                    | Francia  | 66       |                  |                  |  |        |                  |                  |  |
|  | Lituania              | 47                    |          |          |                  |                  |  |        |                  |                  |  |
|  | Francia               | 63                    |          |          |                  |                  |  |        |                  |                  |  |
|  | Francia               | 63                    |          |          |                  |                  |  | Grecia | 78               |                  |  |
|  |                       |                       |          |          |                  |                  |  | Grecia | 78               |                  |  |
|  |                       |                       | Alemania | 62       |                  |                  |  |        |                  |                  |  |
|  | Eslovenia             | 62                    | Alemania | 62       |                  |                  |  |        |                  |                  |  |
|  | Eslovenia             | 62                    |          |          |                  |                  |  |        |                  |                  |  |
|  | Alemania              | 76                    |          |          |                  |                  |  |        |                  |                  |  |
|  | Alemania              | 76                    |          | Alemania | 74               |                  |  |        |                  |                  |  |
|  |                       |                       |          | Alemania | 74               |                  |  |        |                  |                  |  |
|  |                       |                       | España   | 73       |                  |                  |  |        |                  |                  |  |
|  | España                | 101                   | España   | 73       |                  |                  |  |        |                  |                  |  |
|  | España                | 101                   |          |          |                  |                  |  |        |                  |                  |  |
|  | Croacia               | 85                    |          |          |                  |                  |  |        |                  |                  |  |
|  | Croacia               | 85                    |          |          |                  |                  |  |        |                  |                  |  |
|  |                       |                       |          |          |                  |                  |  |        |                  |                  |  |

### Cuartos de final
| Fecha    | Partido   | Partido | Partido  | Resultado |
| -------- | --------- | ------- | -------- | --------- |
| 22.09.05 | Rusia     | -       | Grecia   | 61-66     |
| 22.09.05 | Lituania  | -       | Francia  | 47-63     |
| 23.09.05 | Eslovenia | -       | Alemania | 62-76     |
| 23.09.05 | España    | -       | Croacia  | 101-85    |

### Semifinales (Puestos del 5º al 8º)
| Fecha    | Partido   | Partido | Partido  | Resultado |
| -------- | --------- | ------- | -------- | --------- |
| 23.09.05 | Rusia     | -       | Lituania | 78-89     |
| 23.09.05 | Eslovenia | -       | Croacia  | 89-80     |

### Semifinales
| Fecha    | Partido  | Partido | Partido | Resultado |
| -------- | -------- | ------- | ------- | --------- |
| 24.09.05 | Grecia   | -       | Francia | 67-66     |
| 24.09.05 | Alemania | -       | España  | 74-73     |

### Séptimo puesto
| Fecha    | Partido | Partido | Partido | Resultado |
| -------- | ------- | ------- | ------- | --------- |
| 25.09.05 | Rusia   | -       | Croacia | 74-92     |

### Quinto puesto
| Fecha    | Partido  | Partido | Partido   | Resultado |
| -------- | -------- | ------- | --------- | --------- |
| 25.09.05 | Lituania | -       | Eslovenia | 79-70     |

### Tercer puesto
| Fecha    | Partido | Partido | Partido | Resultado |
| -------- | ------- | ------- | ------- | --------- |
| 25.09.05 | Francia | -       | España  | 98-68     |

### Final
| Fecha    | Partido | Partido | Partido  | Resultado |
| -------- | ------- | ------- | -------- | --------- |
| 25.09.05 | Grecia  | -       | Alemania | 78-62     |

## Medallero
|        |          |         |
| Grecia | Alemania | Francia |

## Clasificación final
| 1. Grecia                |
| 2. Alemania              |
| 3. Francia               |
| 4. España                |
| 5. Lituania              |
| 6. Eslovenia             |
| 7. Croacia               |
| 8. Rusia                 |
| 9. Serbia y Montenegro   |
| 10. Italia               |
| 11. Israel               |
| 12. Turquía              |
| 13. Bulgaria             |
| 14. Letonia              |
| 15. Bosnia y Herzegovina |
| 16. Ucrania              |

## Cuatro primeros clasificados
Medalla de Oro. Grecia:
Theodoros Papaloukas, Vasileios Spanoulis, Nikolaos Zisis, Ioannis Bourousis, Panagiotis Vasilopoulos, Antonis Fotsis, Nikos Hatzivrettas, Dimos Dikoudis, Kostas Tsartsaris, Dimitris Diamantidis, Lazaros Papadopoulos, Michalis Kakiouzis. Entrenador: Panagiotis Giannakis
Medalla de Plata. Alemania:
Mithat Demirel, Robert Garrett, Demond Greene, Marko Pesic, Denis Wucherer, Pascal Roller, Misan Nikagbatse, Sven Schultze, Stephen Arigbabu, Patrick Femerling, Dirk Nowitzki, Robert Maras. Entrenador: Dirk Bauermann
Medalla de Bronce. Francia:
Frédéric Fauthoux, Mickaël Gelabale, Antoine Rigaudeau, Cyril Julian, Mickaël Piétrus, Tony Parker, Mamoutou Diarra, Florent Piétrus, Jérôme Schmitt, Boris Diaw, Frédéric Weis, Sacha Giffa. Entrenador: Claude Bergeaud
Cuarto puesto. España:
Fran Vázquez, Iker Iturbe, Carlos Cabezas, Juan Carlos Navarro, José Manuel Calderón, Felipe Reyes, Carlos Jiménez, Sergi Vidal, Sergio Rodríguez, Iñaki de Miguel, Rudy Fernández, Jorge Garbajosa. Entrenador: Mario Pesquera

## Trofeos individuales
MVP
 Dirk Nowitzki
Anotadores del torneo
|    | Jugador             | Puntos | Partidos | Puntos por partido |
| -- | ------------------- | ------ | -------- | ------------------ |
| 1  | Dirk Nowitzki       | 183    | 7        | 26,1               |
| 2  | Juan Carlos Navarro | 151    | 6        | 25,2               |
| 3  | Andréi Kirilenko    | 70     | 4        | 17,5               |
| 4  | Igor Rakočević      | 65     | 4        | 16,3               |
| 5  | Gordan Giricek      | 94     | 6        | 15,7               |
| 6  | Jorge Garbajosa     | 87     | 6        | 14,5               |
| 7  | Ramunas Siskauskas  | 84     | 6        | 14,0               |
| 8  | Boris Diaw          | 96     | 7        | 13,7               |
| 9  | Jaka Lakovič        | 77     | 6        | 12,8               |
| 10 | Jon Robert Holden   | 75     | 6        | 12,5               |

| Predecesor: Suecia 2003 | Eurobasket XXXIV edición | Sucesor: España 2007 |

«Página oficial FIBA EUROPE» (en inglés). Consultado el 9 de febrero de 2013.
- Datos: Q750083
- Multimedia: EuroBasket 2005 / Q750083